# The 40-Year-Old Virgin
The 40-Year-Old Virgin är en amerikansk komedi från 2005. Filmen regisserades av Judd Apatow, som även skrivit filmens manus tillsammans med huvudrollsinnehavaren Steve Carell.

## Handling
Andy Stitzer (Steve Carell) är en medelålders man som jobbar på en elektronikaffär. Han har en stor hemlighet som ingen annan än han själv känner till, han har aldrig haft sexuellt umgänge med en kvinna tidigare i livet. En kväll när han blivit bjuden till en pokerkväll med sina arbetskamrater börjar de berätta om sina "äventyr" i sängen med diverse damer. När Andy ska berätta om "sin grej" så blir han nervös och försäger sig. Hans vänner försöker hjälpa honom att hitta en dam.

## Rollista (urval)
| Steve Carell     | – Andy Stitzer |
| Catherine Keener | – Trish        |
| Paul Rudd        | – David        |
| Romany Malco     | – Jay          |
| Seth Rogen       | – Cal          |
| Elizabeth Banks  | – Beth         |
| Leslie Mann      | – Nicky        |
| Jane Lynch       | – Paula        |